# Robert Jaulin
Robert Jaulin (Le Cannet, Alpes Marítimos, 1928 - Grosrouvre, cerca de Montfort-l'Amaury, 1996) etnólogo francés. 

## Trabajo de campo
Trabajó primero como investigador en Chad entre 1954 y 1959 entre las poblaciones Sarah, sobre las que publicó en 1967 La Muerte Sara, ensayo en el cual describe los ritos de iniciación por los cuales él mismo había pasado. Su concepción de un trabajo etnológico en el cual el investigador se implica personalmente lo colocó aparte en el mundo científico. 
Robert Jaulin efectuó numerosas investigaciones de campo entre los indígenas Barí, de la frontera entre Venezuela y Colombia, las que determinaron su radical compromiso contra la política y la práctica de lo que denominó el etnocidio: la negación y el exterminio, por el sistema occidental, de cualquier otra cultura, en particular, de la considerada "primitiva". Lo denunció en su libro La Paz Blanca (1970) y en Décivilisation (1974).

## Denuncia del etnocidio
Para Jaulin, "toda civilización es alianza con el universo", pero la civilización blanca, animada por un salvaje espíritu de conquista, se reveló una empresa rapaz de destrucción, pretendiendo "dominar la naturaleza" y "las comunidades verdaderas". Así construyó su concepto de descivilización: "la civilización occidental, al elegir destruir todas las culturas minoritarias que podían amenazarla, por la misma razón eligió abatir todos los valores cara a los cuales habría podido plantearse o imponerse". Esta civilización "se reduce a observar en un espejo los vestigios de su pasado". Denunció en La Paz Blanca las "políticas virtuosas de aculturación progresiva" que son en realidad etnocidas. Jaulin abogó por una "indianidad blanca, aplicación hipotética de una lógica humana de compatibilidad" con el universo y con las otras culturas. 

## Escuela etnológica
La etnología pariseptista, que defiende Robert Jaulin, quiere tener determinación moral y rechaza las grandes teorías de tendencia universalistas. Está a favor de la etnografía tradicional: "aquélla que implica una gran intimidad con la comunidad estudiada". Recomienda pues no solamente la investigación de campo, como Malinowski, sino una larga inmersión entre aquellos que se quieren describir, y en las condiciones más vecinas a las de sus habitantes: prendas de vestir, métodos de vida, uso de la lengua local. Tal inmersión no impide analizar los hechos tenidos en cuenta con el mayor rigor y darles una interpretación que siga siendo local y datada ("aquí y ahora"). No hay que construir un "modelo" ni extraer leyes. Se niega "a economizar el ser vivo": el observador y el observado existen, son los componentes activos del juego social, ellos deben tenerse en cuenta, el respeto de las poblaciones estudiadas es primordial. 
Creó, en 1970, con el apoyo de Michel Alliot, a primer Presidente de la Nueva Universidad Multidisciplinaria de París-VII, la Unidad de Enseñanza y Búsqueda (U.E.R.) de etnología, antropología y ciencias de las religiones.

## Los niños y el amor
Jaulin siendo consecuente con sus planteamientos, tomó también su propia existencia como vía de estudio de las relaciones adulto-niños (Mon Thibaud, 1980) o de las relaciones amorosas (Le Cœur des choses, 1984). Para él, el "juego de vivir" de los niños o el amor, se inscriben en una alianza con el otro, que sus investigaciones etnológicas le condujeron a oponer al sistema occidental. Así pues, el juego, que es una verdadera creación del mundo por el niño, se opone al juguete, que no es más que "la recuperación publicitaria de lo que, precisamente, se dejaba a la imaginación y a la libertad del niño". 

## Diversidad cultural
Contra un universalismo de la conformidad y la reducción del otro a sí, defendió en sus obras y en su vida, un universalismo del encuentro y la compatibilidad: en su último libro, El Universo de los Totalitarismos (1995), describe esta vida que se inventa al diario y que no puede pensarse sino en el universo plural de las civilizaciones; así como las propiedades de este otro universo, del "carácter obligado", que no es más que un desorden del ser y contra el cual combatió toda su vida.

## Algunas publicaciones

### Como autor
- La mort Sara. L'ordre de la vie ou la pensée de la mort au Tchad. Plon, Paris 1981, ISBN 2-266-05060-5 (EA Paris 1965)

- La paix blanche. Introduction à l'éthnocide. Seuil, Paris 1970, ISBN 2-02-002517-5. 'La Paz Blanca. Introducción al Etnocidio. Buenos Aires: Editorial Tiempo Contemporáneo, 1973.

- Gens de soi, gens de l'autre. Esquisse d'une théorie descriptive (10/18; v. 800) UGE, Paris 2000.

- Les chemins du vide. Éditions C. Bourgois, Paris 1977, ISBN 2-267-00077-6.

- Jeux et jouets (L'enfant et l'avenir). Aubier Montaigne, Paris 1979, ISBN 2-7007-0128-3.

- Notes d'ailleurs. Éditions C. Bourgois, Paris 1980, ISBN 2-267-00208-6.

- Mon Thibaud. Le jeu de vivre. Aubier Montaigne, Paris 1980, ISBN 2-7007-0203-4.

- Le cœur des choses. Ethnologie d'une relation amoureuse. Éditions C. Bourgois, Paris 1986, ISBN 2-267-00385-6.

- Géomancie et Islam. Éditions C. Bourgois, Paris 1991, ISBN 2-267-01022-4.

- L'univers des totalitarismes. Essai d'ethnologie du „non etre“. Loris Talmart, Paris 1995, ISBN 2-903911-41-X.

### Como editor
- De l'ethnocide. Éditions 10/18, Paris 1972.

- con Philippe Richard: Anthropologie et calcul. Éditions 10/18, Paris 1970.

- L'Ethnocide à travers les Amériques. Fayard, Paris 1972. El Etnocidio a través de las Américas; México: siglo XXI, 1976.

- La décivilisation. Éditions Complexe, Brüssel 1974. La des-civilización; México: Nueva Imagen, 1979. ISBN 968-429-086-1

### Póstumo
Exercices d'ethnologie, de Robert Jaulin, Roger Renaud (ed.) Paris, ediciones P.U.F., 1999

## Literatura
- Alex Diederich: „Ethnocide“ und „décivilisation“. Un estudio de dos conceptos clave en la labor del etnólogo francés Robert Jaulin. Disertación, Universidad de Freiburgo/B. 1987.